# US Open de 2004
O US Open de 2004 foi um torneio de tênis disputado nas quadras duras do USTA Billie Jean King National Tennis Center, no Flushing Meadows-Corona Park, no distrito do Queens, em Nova York, nos Estados Unidos, entre 30 de agosto e 12 de setembro. Corresponde à 37ª edição da era aberta e à 124ª de todos os tempos.

## Finais

### Profissional
| Categoria | Evento    | Campeã(s)(o/ões)                    | Vice-campeã(s)(o/ões)                 | Resultado     | Chave(s)  | Chave(s)       |
| --------- | --------- | ----------------------------------- | ------------------------------------- | ------------- | --------- | -------------- |
| Simples   | Masculino | Roger Federer                       | Lleyton Hewitt                        | 6–0, 7–6, 6–0 | principal | qualificatório |
| Simples   | Feminino  | Svetlana Kuznetsova                 | Elena Dementieva                      | 6–3, 7–5      | principal | qualificatório |
| Duplas    | Masculino | Mark Knowles Daniel Nestor          | Leander Paes David Rikl               | 6–3, 6–3      | principal | principal      |
| Duplas    | Feminino  | Virginia Ruano Pascual Paola Suárez | Svetlana Kuznetsova Elena Likhovtseva | 6–4, 7–5      | principal | principal      |
| Duplas    | Misto     | Vera Zvonareva Bob Bryan            | Alicia Molik Todd Woodbridge          | 6–3, 6–4      | principal | principal      |

### Juvenil
| Categoria | Evento    | Campeã(s)(o/ões)                   | Vice-campeã(s)(o/ões)            | Resultado     | Chave(s)  | Chave(s)       |
| --------- | --------- | ---------------------------------- | -------------------------------- | ------------- | --------- | -------------- |
| Simples   | Masculino | Andy Murray                        | Sergiy Stakhovsky                | 6–4, 6–2      | principal | qualificatório |
| Simples   | Feminino  | Michaëlla Krajicek                 | Jessica Kirkland                 | 6–1, 6–1      | principal | qualificatório |
| Duplas    | Masculino | Brendan Evans Scott Oudsema        | Andreas Beck Sebastian Rieschick | 4–6, 6–1, 6–2 | principal | principal      |
| Duplas    | Feminino  | Marina Erakovic Michaëlla Krajicek | Mădălina Gojnea Monica Niculescu | 7–64, 6–0     | principal | principal      |